# Momoko Kato
Momoko Katō (加藤 桃子) née le 6 octobre 1995 à Makinohara dans la préfecture de Shizuoka est une joueuse professionnelle japonaise de shōgi. Elle a notamment détenu les titres de Seirei (ja), de Ōza féminin (ja) et de Jo-Ō (ja).

## Biographie et carrière au shogi

### Premières années
Katō apprend à jouer au shogi à l'âge de cinq ans,. Elle commence à suivre des cours et à voyager en dehors de sa région pour participer à des tournois dès l'école primaire et remporte le championnat national de sa catégorie d'âge en fin de primaire.

### Apprentie professionnelle
Kato intègre l'école des professionnelle de la fédération japonaise de shogi en 2006. Elle est en 2014 la troisième femme, après Kana Satomi et Tomoka Nishiyama à atteindre le grade de 1er dan en catégorie mixte.
En mars 2019, Kato renonce à ses tentatives d'obtenir le titre de joueur professionnel de shogi en catégorie mixte, ce qu'aucune femme n'a réussi avant elle, et demande à recevoir le titre de professionnelle féminine. Eu égard à ses succès lors de tournois féminins, elle est promue immédiatement 3e dan féminine,.

### Professionnelle du shogi
En novembre 2021, Katō remporte le troisième Seirei (ja) en battant Kana Satomi en finale par trois victoires contre deux. Celle-ci prend cependant sa revanche l'année suivante sur un score de trois victoires à zéro.

### Palmarès
Kato a pris part à vingt finales de titres majeurs et en a remporté neuf ; elle a notamment gagné le Ōza féminin (ja) et le Jo-Ō (ja) quatre fois chacun, et le Seirei (ja) une fois.
| Titre                   | Victoires             | Finales perdues              |
| ----------------------- | --------------------- | ---------------------------- |
| Open Mynavi (Jo-Ō) (ja) | 2014 à 2017           | 2018, 2020                   |
| Ōi féminin (ja)         |                       | 2020, 2024                   |
| Seirei (ja)             | 2021                  | 2022, 2024                   |
| Coupe Hakurei (ja)      |                       |                              |
| Ōshō féminin (ja)       |                       | 2018                         |
| Ōza féminin (ja)        |                       | 2021                         |
| Coupe Kurashiki (ja)    | 2011, 2012 2014, 2015 | 2013, 2016, 2017, 2022, 2023 |
| Meijin féminin (ja)     |                       | 2020-21                      |